# Genesis G90
Genesis G90 – samochód osobowy klasy luksusowej produkowany pod południowokoreańską marką Genesis od 2015 roku. Od 2021 roku produkowana jest druga generacja modelu.

## Pierwsza generacja

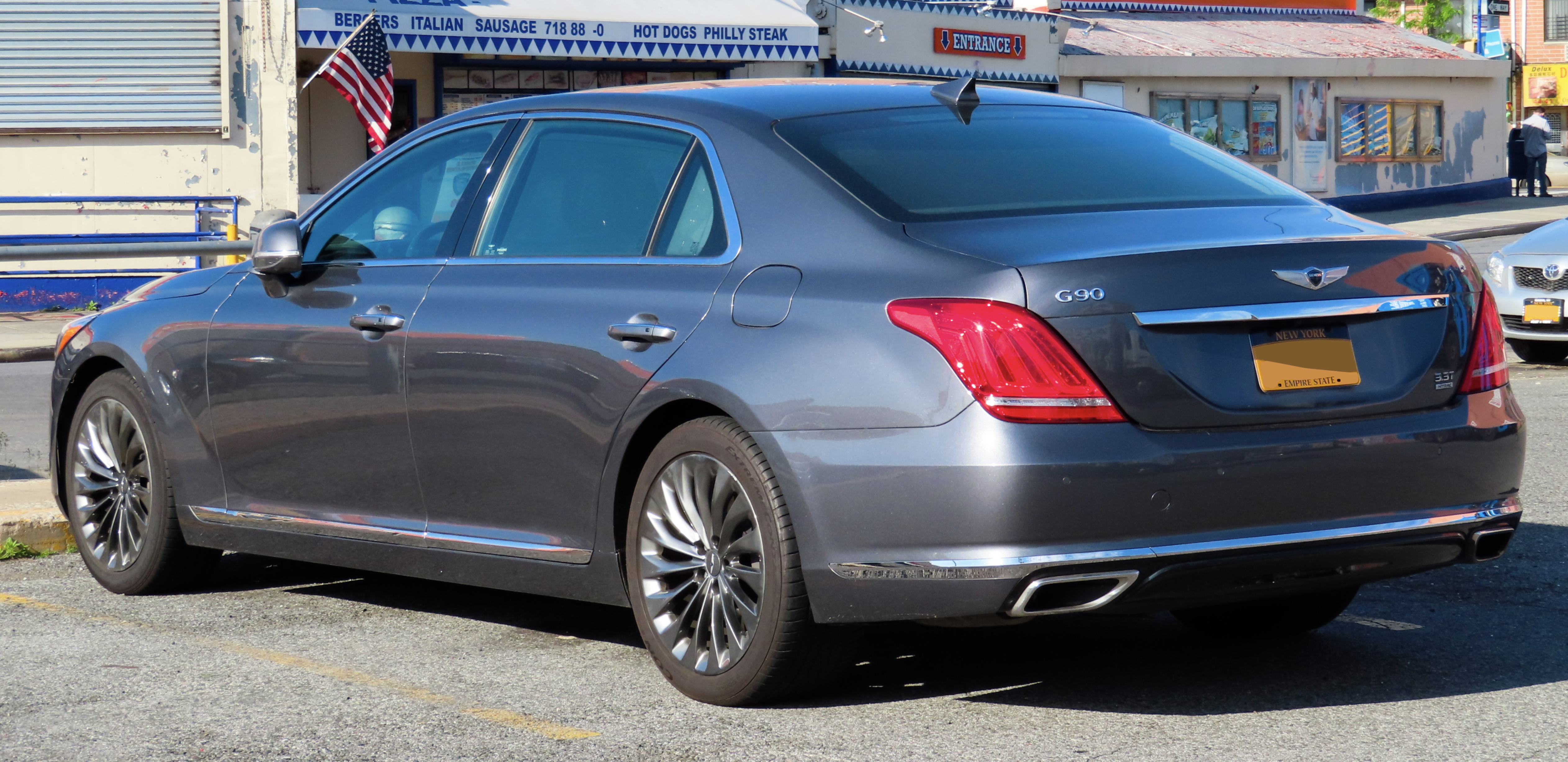
Genesis G90 I – tył

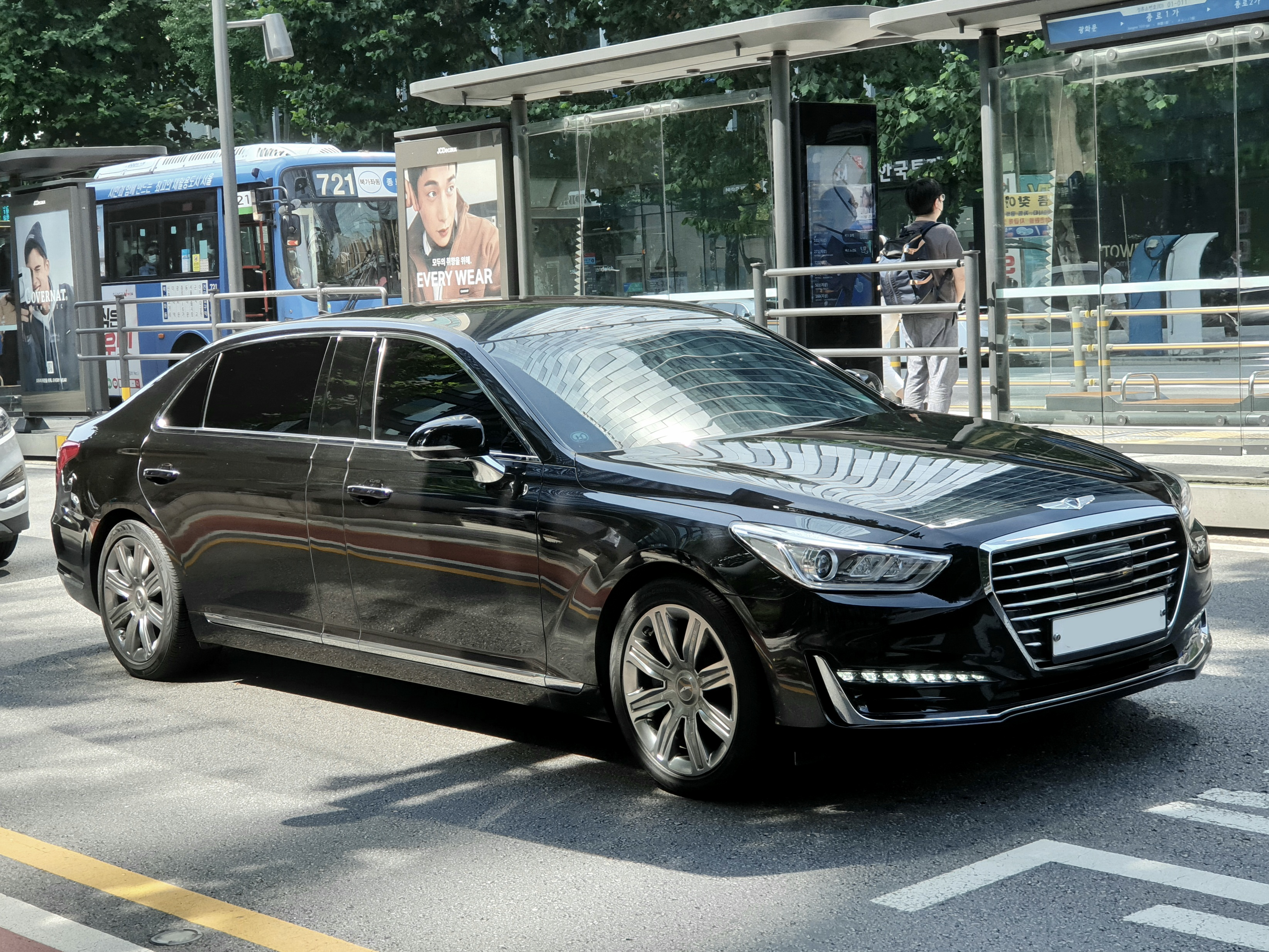
koreański Genesis EQ900L

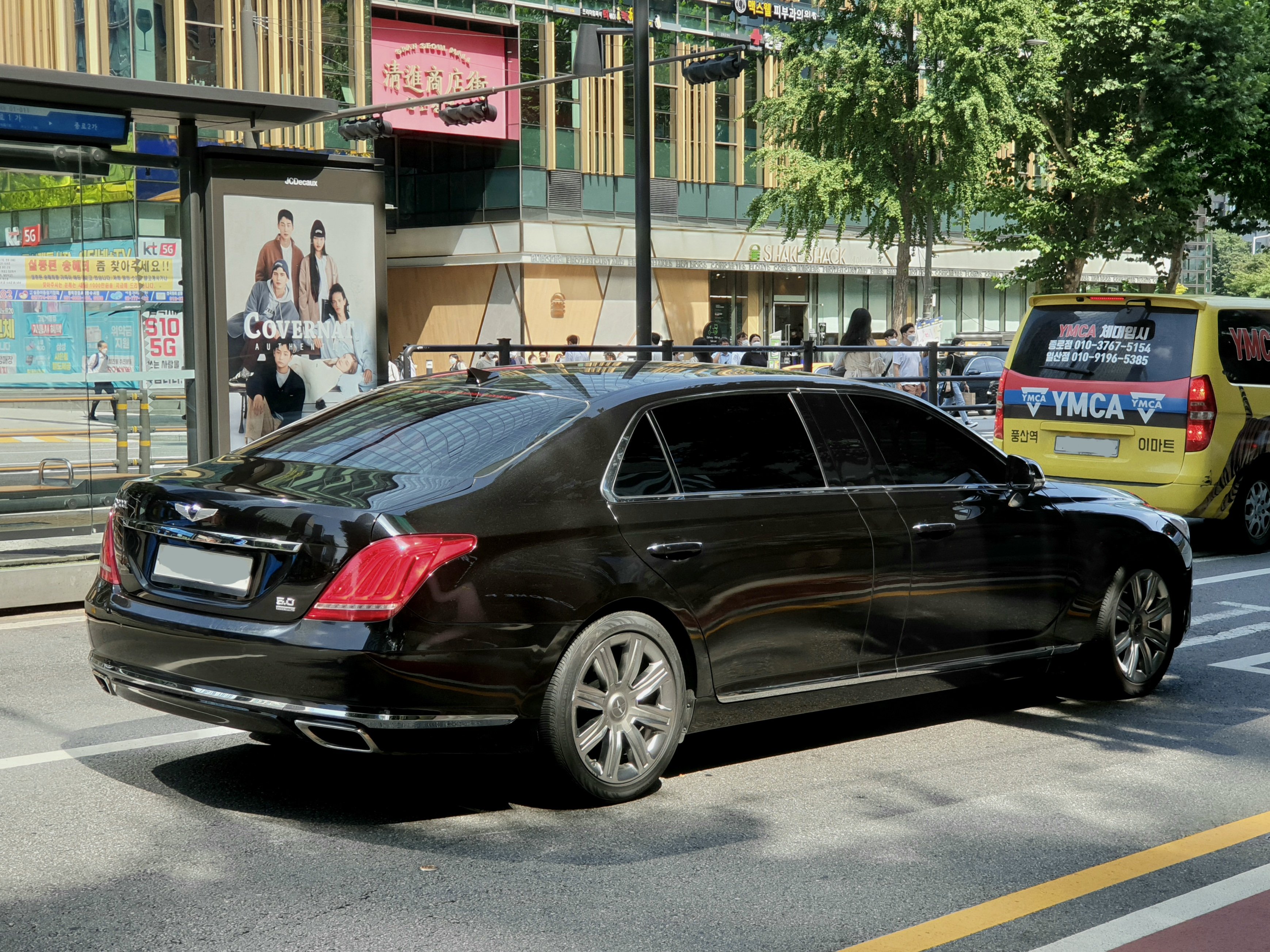
koreański Genesis EQ900L – tył

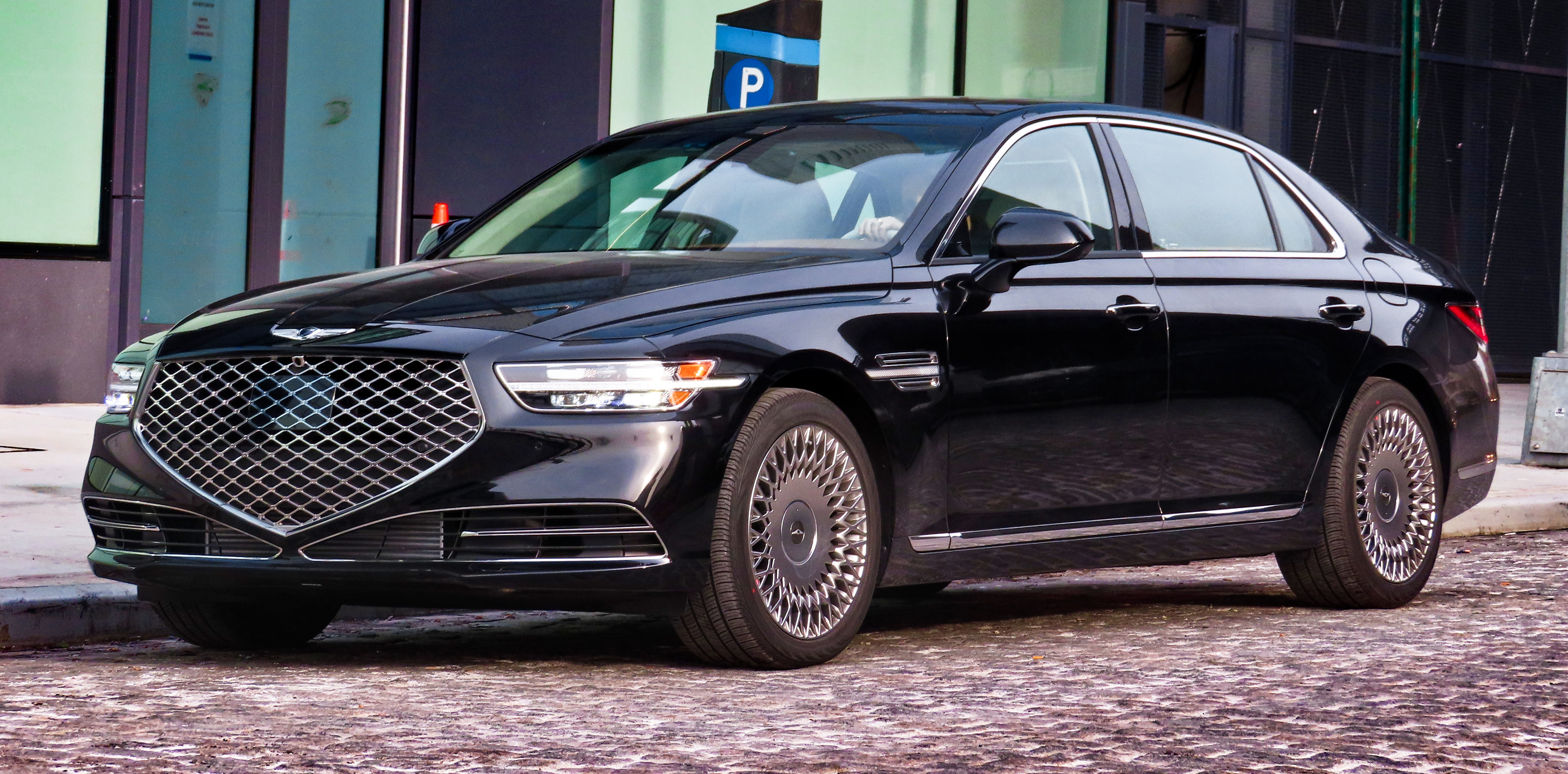
Genesis G90 I po liftingu

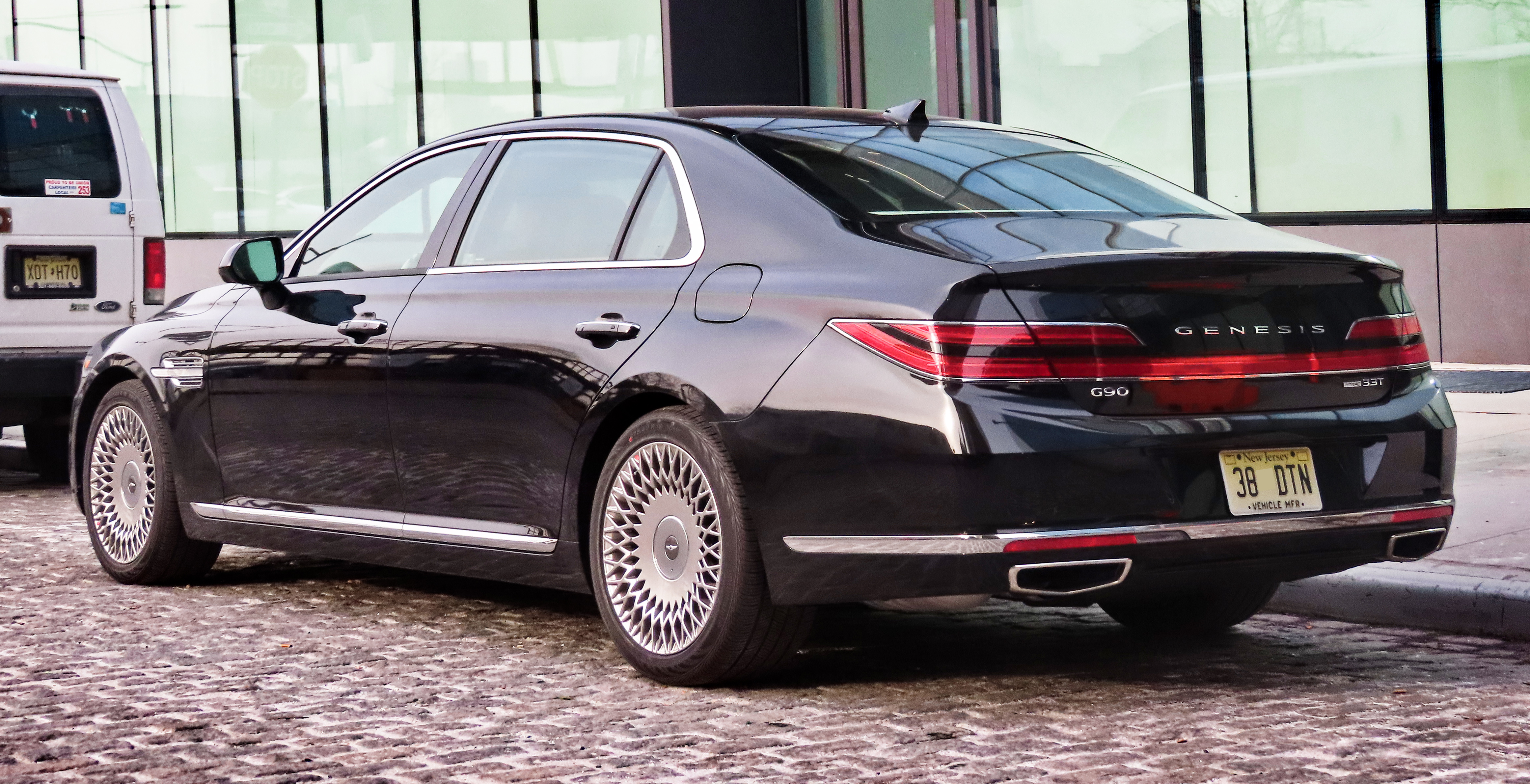
Genesis G90 I – tył po liftingu

Genesis G90 I został zaprezentowany po raz pierwszy w 2015 roku.
Pojazd zadebiutował jako pierwszy pojazd nowo powstałej luksusowej marki Genesis i zarazem następcę dotychczas oferowanej przez Hyundaia limuzyny Equus. Za stylistykę odpowiadał zespół Prestige Design Division pod dowództwem Petera Schreyera.
W kabinie pasażerskiej umieszczono 12,3-calowy ekran systemu multimedialnego z możliwością podglądu auta z lotu ptaka dzięki systemowi kamer 360 stopni, a 9,2-calowe tablety przeznaczono dla pasażerów drugiego rzędu. Tam znajdują się też dwa niezależnie, regulowane w 14 zakresach fotele i cały system obsługi tylnej części kabiny. Fotele opracowano w taki sposób, by poprzez automatyczną zmianę kształtu neutralizować naprężenia pleców pasażerów. Sam fotel kierowcy można regulować w 22 kierunkach. Pasażerowie mogą schować bagaże o łącznej pojemności 484 litrów. Wadą jest trzystrefowa klimatyzacja zwana inteligentną.
Genesis G90 pierwszej generacji wyposażony został w adaptacyjne zawieszenie wielowahaczowe. Auto wyposażone jest w systemy takie jak autonomiczne hamowanie przed przeszkodą, utrzymanie pasa ruchu czy obserwacja martwego pola lusterek. Tylko w Korei Południowej dostępny był układ Highway Driving Assistance umożliwiający autonomiczną jazdę na autostradzie na jednym pasie ruchu, korzystający z adaptacyjnego tempomatu i systemu utrzymania pasa ruchu.
Za podstawową jednostkę napędową wybrano 3,8-litrowy, 6-cylindrowy silnik o mocy 315 KM, który rozpędza G90 do 100 km/h w 6,9 s. Kolejna 6-cylindrowa jednostka, z turbodoładowaniem, ma pojemność 3,3 litra i moc 370 KM. Przyspieszenie do 100 km/h w tej wersji Genesisa trwa 6,2 s. Najmocniejszym silnikiem jest pięciolitrowa V8 o mocy 425 KM, której przyśpieszenie do 100 km/h jest o pół sekundy krótsze od wersji z turbodoładowaniem. Wszystkie wersje silnikowe Genesisa G90 mają napędzaną tylną oś, ale można było zamówić również napęd na wszystkie koła. Wszystkie silniki współpracują z 8-stopniową przekładnią automatyczną.

### Lifting
Po 3 latach od debiutu Genesisa G90 przeprowadzono face lifting, przedstawiający nowy język stylistyczny marki, który opracował Luc Donckerwolke. Przód limuzyny zyskała duży, charakterystyczny „grill”. Zupełnie nowy kształt zyskałyy także lampy przednie i tylne. Nadwozie otrzymało dodatkowe chromowane wstawki i obręcze.
Wraz z nowym wyglądem Genesis zyskał również zaktualizowany system multimedialny oraz pełne. dostępne wyposażenie z zakresu bezpieczeństwa, wliczając w to systemy jazdy półautonomicznej. Do wyboru są wyłącznie duże jednostki. Począwszy od 3,8-litrowego V6 o mocy 315 KM, poprzez 3,3 T-GDI generujące 380 KM, a skończywszy na najmocniejszym, 5-litrowym V8, które jest w stanie osiągnąć 425 KM.

### Sprzedaż
Głównym rynkiem zbytu dla limuzyny G90 pierwszej generacji poza Koreą Południową były Stany Zjednoczone. Na macierzystym rynku pierwszy Genesis pojawił się wiosną 2016 roku, gdzie początkowo oferowany był pod nazwą Genesis EQ900. W ciągu pierwszych 24 godzin od rozpoczęcia sprzedaży przyjęto 4342 zamówienia. Na pozostałych rynkach G90 pojawił się w drugiej połowie 2016 r.

### Silniki
- V6 3.3l Lambda II T-GDI
- V6 3.8l Lambda II GDI
- V8 5.0l Tau GDI

## Druga generacja

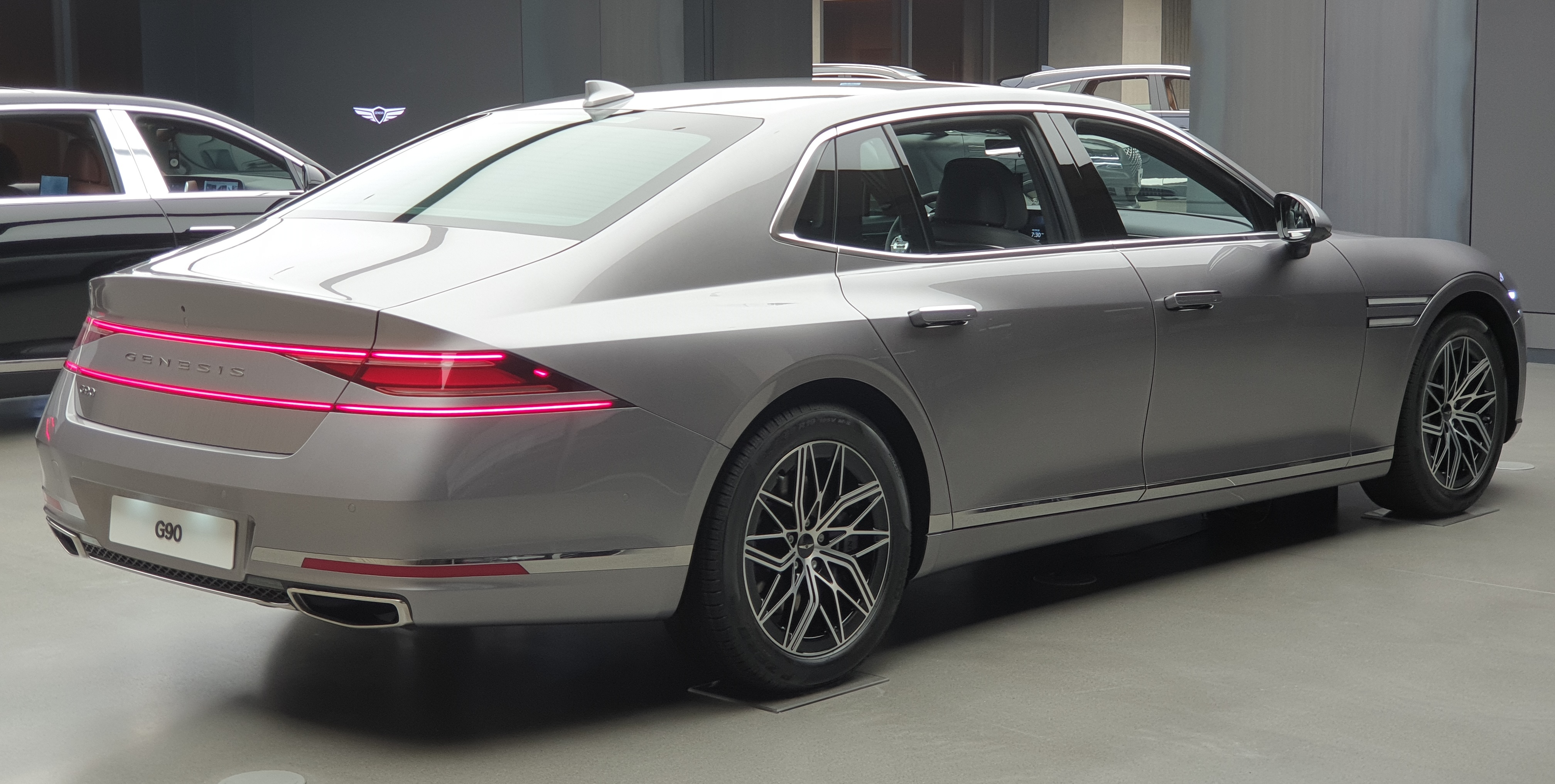
Genesis G90 II – tył

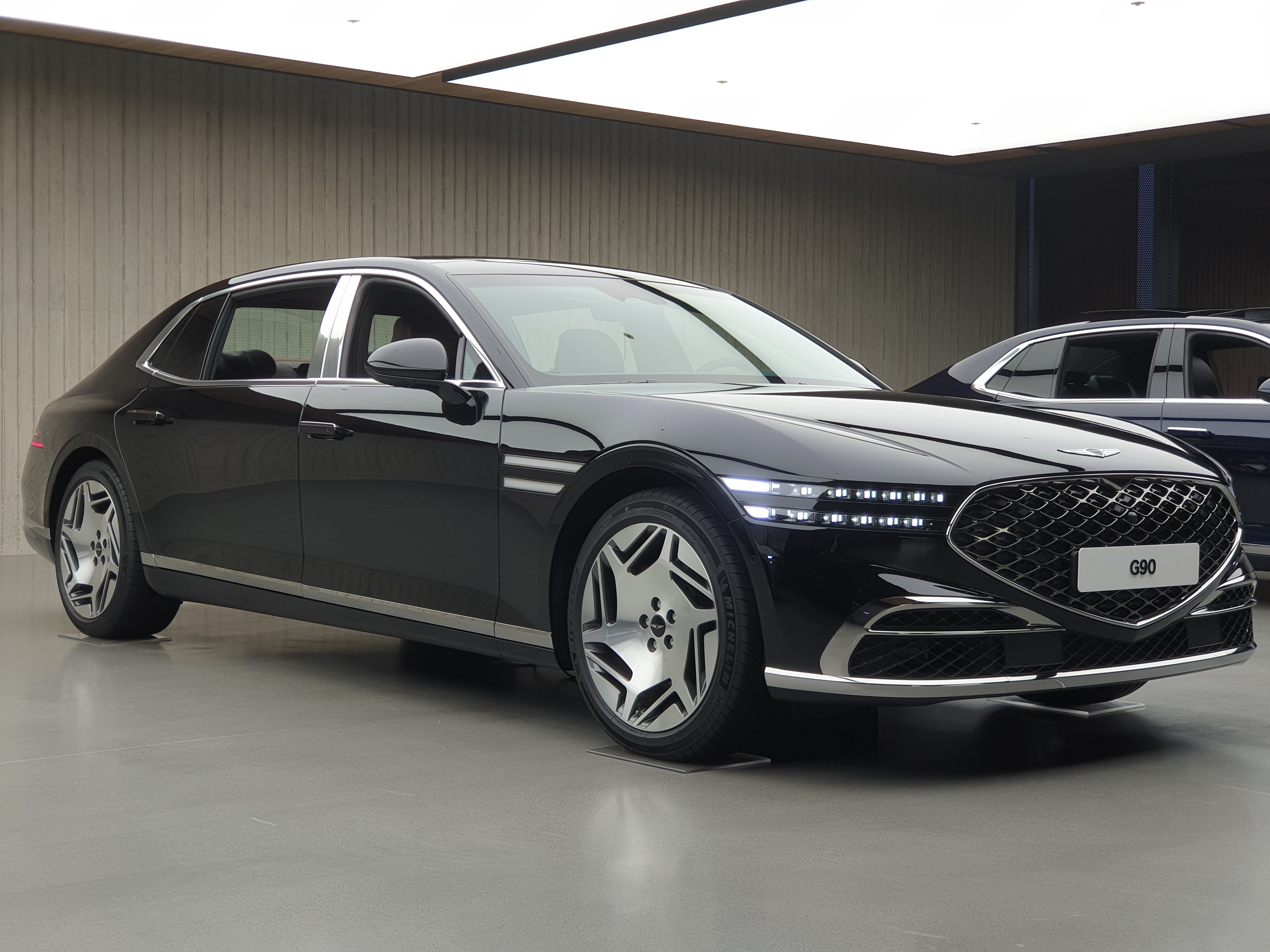
Genesis G90 II LWB

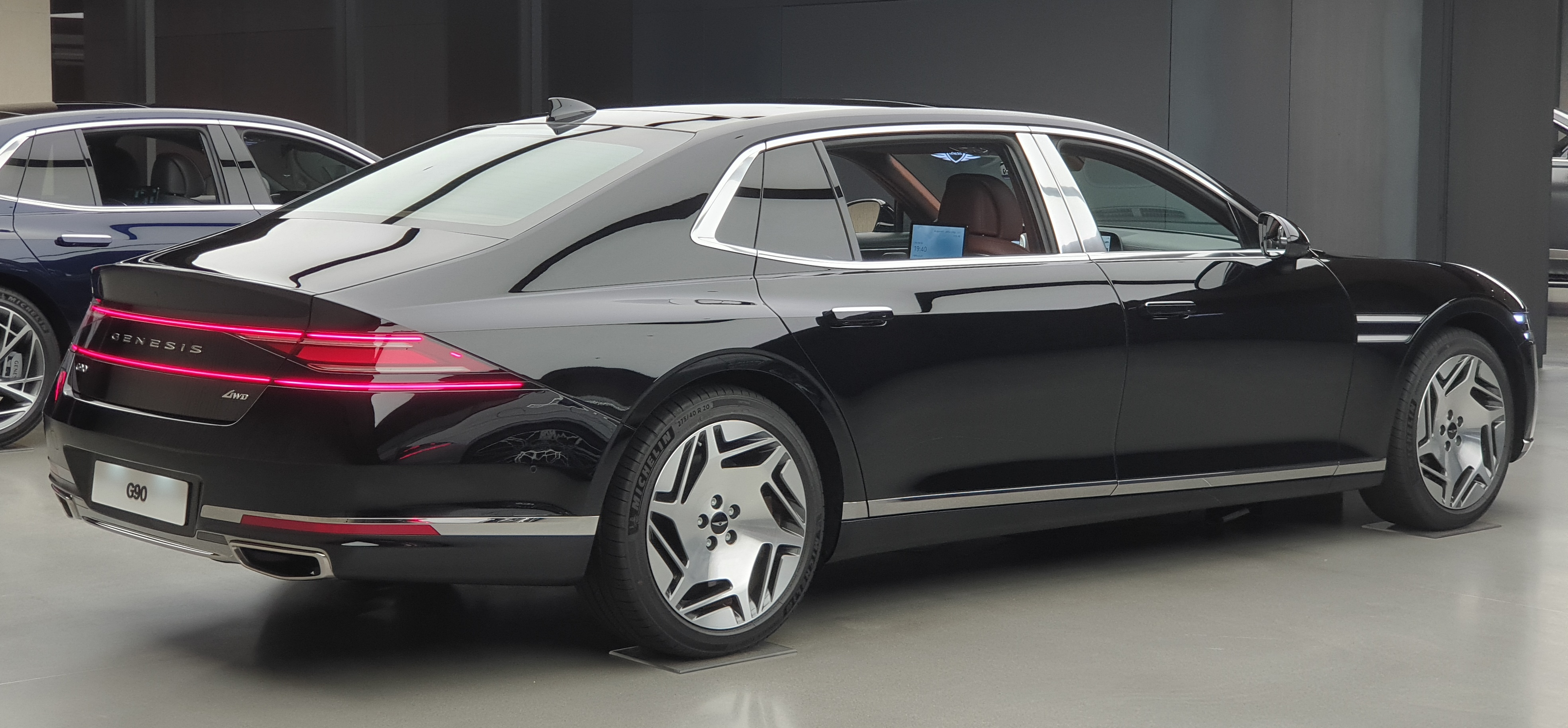
Genesis G90 II LWB – tył

Genesis G90 II został zaprezentowany po raz pierwszy w 2021.
6 lat po premierze flagowej limuzyny Genesis południowokoreański producent przedstawił zupełnie nową generację pojazdu. Samochód utrzymany został w rozwinięciu awangardowego języka stylistycznego, który opracowany został przez Luca Donckerwolke’a. Zmianie uległy proporcje nadwozia, które stało się znacznie smuklejsze dzięki bardziej muskularnie zarysowanym nadkolom, dłuższej masce czy wyraźniej zarysowanym przetłoczeniom.
Charakterystycznym elementem stały się wzorem pozostałych modeli w gamie reflektory w motywie podwójnej kreski, które optycznie połączono z bocznymi kierunkowskazami. Atrapa chłodnicy stała się masywniejsza, z kolei linię okien o bardziej nieregularnym kształcie wzbogaciło dodatkowe okienko za tylnymi drzwiami. Tylne lampy zyskały nieregularny kształt, składając się z dwóch poziomów oświetlenia. Stylistyka drugiej generacji Genesisa G90 nawiązuje do poprzednika, stanowiąc jej rozwinięcie.
Według nowego projektu zbudowana została kabina pasażerska, którą utrzymano w luksusowym, minimalistycznym wzornictwie. Oprócz tylnych foteli z funkcją masażu i regulowanym kątem nachylenia, kabinę pasażerską wyposażono w system rozpylania perfum, 23-głośnikowy system nagłośnieniowy Bang & Olufsen z redukcją szumów. Do wykończenia kabiny pasażerskiej, na czele z kokpitem, wykorzystane może być drewno, aluminium, skóra czy włókno węglowe, z kolei przed kierowcą znalazła się dwuramienna kierownica wraz z 12,3-calowym ekranem wirtualnych zegarów.
Podobnie jak w przypadku poprzednika, także i druga generacja Genesisa G90 zbudowana została zarówno w wariancie podstawowym, jak i z wydłużonym o 19 centymetrów wydłużonym charakteryzującym się większą przestrzenią na nogi dla pasażerów tylnego rzędu siedzeń. Do napędu wykorzystano z kolei tym razem jedną jednostkę napędową – 3,5-litrowe turbodoładowane V6 o mocy 380 KM i maksymalnym momencie obrotowym 530 Nm.

### Sprzedaż
Początek sprzedaży Genesisa G90 drugiej generacji zaplanowany został na początek 2022 roku, a poza rodzimym rynkiem południowokoreańskim jednym z głównych rynków ponownie została Ameryka Północna. Samochód miał pierwotnie nie trafić do sprzedaży w Europie z racji niewielkiego rynku zbytu dla dużych luksusowych limuzyn niszowych marek, jednak ostatecznie w lipcu 2023 Genesis przedstawił specyfikację swojego flagowego modelu także i dla tego regionu. W pierwszej kolejności otwarto zamówienia w Niemczech i Szwajcarii.

### Silnik
- V6 3.5l T-GDI